# Maurizio Lanzaro
Maurizio Lanzaro (ur. 14 marca 1982 w Avellino) – piłkarz włoski grający na pozycji środkowego obrońcy. Zawodnik Tarazony.

## Kariera piłkarska
Swoją karierę piłkarską Lanzaro rozpoczął w AS Roma. W 1998 roku awansował do kadry pierwszej drużyny Romy. 9 maja 1999 zadebiutował w niej w Serie A w wygranym 2:0 domowym meczu z Piacenzą Calcio. Był to zarazem jego jedyny rozegrany ligowy mecz w barwach Romy.
W 2001 roku Lanzaro został wypożyczony do Hellasu Werona, w którym zadebiutował 11 lutego 2001 w zwycięskim 3:2 domowym meczu z AS Bari. Sezon 2001/2002 spędził na wypożyczeniu w drugoligowym US Palermo, a sezon 2002/2003 – w Cosenzie Calcio.
W 2003 roku Lanzaro trafił na wypożyczenie do Empoli FC, w którym swój debiut zanotował 20 września 2003 w przegranym 0:4 wyjazdowym meczu ze Sieną. Z kolei w sezonie 2004/2005 grał na wypożyczeniu w Salernitanie.
Latem 2005 roku Lanzaro odszedł z Romy do Regginy Calcio. W Regginie swój debiut zaliczył 24 września 2005 w zwycięskim 2:0 domowym meczu z Udinese Calcio. W sezonie 2008/2009 spadł z Regginą do Serie B.
W 2010 roku Lanzaro przeszedł do Realu Saragossa. W Realu swój zadebiutował 26 września 2010 w przegranym 0:1 wyjazdowym spotkaniu z Atlético Madryt. Zawodnikiem Realu był do roku 2013. Następnie występował w drużynach Juve Stabia, Salernitana, Foggia, Melfi oraz Ejea, a w 2018 przeszedł do Tarazony.
| Sezon   | Klub                    | Kraj      | Rozgrywki        | Mecze | Bramki |
| ------- | ----------------------- | --------- | ---------------- | ----- | ------ |
| 1998/99 | AS Roma                 | Włochy    | Serie A          | 1     | 0      |
| 1999/00 | AS Roma                 | Włochy    | Serie A          | 0     | 0      |
| 2000/01 | AS Roma                 | Włochy    | Serie A          | 0     | 0      |
| 2000/01 | Hellas Werona           | Włochy    | Serie A          | 4     | 0      |
| 2001/02 | US Palermo              | Włochy    | Serie B          | 14    | 0      |
| 2002/03 | Cosenza Calcio          | Włochy    | Serie B          | 27    | 0      |
| 2003/04 | Empoli FC               | Włochy    | Serie A          | 8     | 0      |
| 2004/05 | Salernitana Calcio 1919 | Włochy    | Serie B          | 34    | 1      |
| 2005/06 | Reggina Calcio          | Włochy    | Serie A          | 21    | 0      |
| 2006/07 | Reggina Calcio          | Włochy    | Serie A          | 32    | 0      |
| 2007/08 | Reggina Calcio          | Włochy    | Serie A          | 33    | 0      |
| 2008/09 | Reggina Calcio          | Włochy    | Serie A          | 28    | 0      |
| 2009/10 | Reggina Calcio          | Włochy    | Serie B          | 32    | 2      |
| 2010/11 | Real Saragossa          | Hiszpania | Primera División | 17    | 1      |
| 2011/12 | Real Saragossa          | Hiszpania | Primera División | 25    | 1      |
| 2012/13 | Real Saragossa          | Hiszpania | Primera División | 1     | 0      |

## Kariera reprezentacyjna
Lanzaro występował w młodzieżowych reprezentacjach Włoch na różnych szczeblach wiekowych.